# Calamovilfa
Calamovilfa is een geslacht uit de grassenfamilie (Poaceae). De soorten van dit geslacht komen voor in Noord-Amerika.

## Soorten
De Catalogue of New World Grasses [13 april 2010] erkent de volgende soorten:
- Calamovilfa arcuata
- Calamovilfa brevipilis
- Calamovilfa curtissii
- Calamovilfa gigantea
- Calamovilfa longifolia